# Hinzuverdienstgrenze
Hinzuverdienstgrenzen in der deutschen gesetzlichen Rentenversicherung (GRV) regeln, in welcher Höhe Rentenbezieher zur gesetzlichen Rente hinzuverdienen dürfen, ohne dass der Hinzuverdienst die Höhe der Rente kürzt. Auch wird damit geregelt, in welchem Umfang ein Teilrentenanspruch besteht, wenn ein Hinzuverdienst erzielt wird. Hinzuverdienstgrenzen gelten seit 2023 nur bei Renten wegen verminderter Erwerbsfähigkeit; sie sind in § 96a des Sechsten Buches Sozialgesetzbuch (SGB VI) geregelt. Bis Ende 2022 galten Hinzuverdienstgrenzen außerdem nach § 34 SGB VI bei vorgezogenen Altersrenten (vor Erreichen der Regelaltersgrenze).

## Hinzuverdienstgrenzen
Die Vorschriften regeln, ermöglichen es Rentenbeziehern, vor Entscheidungen über die Rente zu prüfen, ob und in welchem Umfang ein Hinzuverdienst möglich ist, und in diesem Zusammenhang dann eine Teilrente zu beantragen.
Hintergrund der Einführung war, dass Rentner vor Erreichen der Regelaltersgrenze (je nach Geburtsjahrgang zwischen vollendetem 65. und vollendetem 67. Lebensjahr) nicht die Versichertengemeinschaft überbelasten, indem sie ohne Einschränkungen beim Einkommen Rente beantragen. Der vorzeitige Rentenbezug soll ihre bisherigen Einkünfte ganz oder teilweise ersetzen, weil sie aus gesundheitlichen Gründen oder aus Altersgründen nicht mehr genügend Einkommen zum Lebensunterhalt erzielen können. Auch sollte Versicherten ermöglicht werden, nicht abrupt aus dem Arbeitsleben auszuscheiden, sondern durch privatrechtliche Regelungen mit dem Arbeitgeber oder durch (teilweisen) Rückzug aus der eigenen selbständigen Tätigkeit die Arbeit einzuschränken, um stufenweise aus dem Erwerbsleben auszuscheiden und nebenbei Teilrente zu beziehen.
Zu trennen sind Hinzuverdienstgrenzen von der Einkommensanrechnung in der gesetzlichen Rentenversicherung, die sich nur auf Renten wegen Todes (Erziehungsrenten, Witwen-, Witwer- und Waisenrenten, Rente an den geschiedenen Ehegatten oder Rente nach dem vorletzten Ehegatten) beziehen.
Zum 1. Januar 2023 entfiel die Hinzuverdienstgrenze bei Altersrenten. Die Wirkung der Maßnahme ist umstritten: Während die Ampelkoalition glaubt, viele Rentner könnten in Teilzeit weiterarbeiten und somit dem Arbeitsmarkt nicht verlorengehen, erwarten Ökonomen, dass durch die in hohem Maße ökonomisch vorteilhafte Regelung ein Frührentenboom ausgelöst werden könnte.

## Vorgezogene Altersrente
Hinzuverdienstgrenzen für Bezieher vorgezogener Altersrenten vor Erreichen der Regelaltersgrenze sind im § 34 SGB VI geregelt.
Anspruch auf volle Rente wegen Alters vor Erreichen der Regelaltersgrenze hatten Versicherte bis Ende 2019, wenn sie neben dem Rentenbezug monatlich einen Verdienst aus Beschäftigung oder selbständiger Tätigkeit von bis zu 450 € (brutto) pro Kalendermonat erzielten. Vom 1. Januar 2008 bis 31. Dezember 2012 lag die Grenze bei 400 €.
Diese Grenze wurde für 2020 angehoben: Jahreseinkünfte bis zu 44.590 € (statt zuvor 6300 €) führten nicht zur Kürzung vorgezogener Altersrenten.
Für 2021 stieg diese Grenze von 44.590 € auf 46.060 €.
Seit 2023 ist der Hinzuverdienst in der BRD neu geregelt. Hinzuverdienstgrenzen sind an die monatliche Bezugsgröße in der Sozialversicherung gebunden. Sie ändern sich damit je nach Lohnentwicklung. Der Hinzuverdienstdeckel entfällt ab 2023. Hinzuverdienstgrenzen bei Altersrentenbezug entfallen ab 1. Januar 2023.
Die kalenderjährliche Hinzuverdienstgrenze beträgt
- bei der Knappschaftsausgleichsleistung (KAL) 17.823,75 €
- bei der Rente wegen voller Erwerbsminderung 17.823,75 €;
- bei teilweiser Erwerbsminderung mindestens 35.647,50 €;
- für Bergleute mindestens 39.164,72 €.

Bei der Berechnung des Hinzuverdienstes werden nicht die geringeren Nettozahlbeträge, sondern die Bruttoentgelte zugrunde gelegt.

## Rente wegen verminderter Erwerbsfähigkeit
Die Hinzuverdienstgrenzen bei Renten wegen voller (Arbeitsvermögen täglich unter drei Stunden) oder teilweiser Erwerbsminderung (von drei bis sechs Stunden) sind in § 96a SGB VI geregelt.
Zu beachten sind auch die Übergangsregelungen des § 313 SGB VI für Rentner, die bereits vor dem Jahre 2001 Anspruch auf Renten wegen Berufs- oder Erwerbsunfähigkeit hatten, sowie des § 302a SGB VI für übergeleitete Invalidenrenten aus der Zeit vor 1992.
Die monatliche Hinzuverdienstgrenze für die volle Erwerbsminderungsrente als Vollrente betrug wie bei vorgezogenen Altersrenten 450 € (2008 bis 2012: 400 €).
Übersteigt der Hinzuverdienst 450 € (ab 1. Oktober 2022: 520 €) monatlich, wird eine Rente wegen voller Erwerbsminderung als Teilrente in Höhe von 3/4, der Hälfte oder 1/4 der Vollrente geleistet. Eine Rente wegen teilweiser Erwerbsminderung wird dann in voller Höhe oder als halbe Teilrente gezahlt.
Für Renten wegen teilweiser Erwerbsminderung sind ab 2023 Einkünfte von sechs Achteln der 14fachen monatlichen Bezugsgröße anrechnungsfrei. War das vor Eintritt der Erwerbsminderung erzielte Einkommen höher, gilt weiter eine höhere individuelle Hinzuverdienstgrenze. 
Auch hier werden bei Rentenbewilligung für den Rentner individuelle Hinzuverdienstgrenzen (mindestens die Mindesthinzuverdienstgrenze) berechnet. Ein zweimaliges Überschreiten bis zum Doppelten der maßgebenden Hinzuverdienstgrenze in zwei Kalendermonaten jedes Kalenderjahres ist unschädlich. Das zulässige zweimalige Überschreiten im Kalenderjahr gilt nur für die jeweils bewilligte Rentenart. Bei einer Änderung der Leistungsart ist ein zweimaliges Überschreiten der Hinzuverdienstgrenze erneut erlaubt.

## Art des Hinzuverdienstes
Als Hinzuverdienst gemäß § 34 Abs. 3 Sozialgesetzbuch SGB VI (im Bezug auf Hinzuverdienst bei der Rente) kommen Arbeitsentgelt, Arbeitseinkommen und vergleichbares Einkommen in Betracht.
Bei den vorzeitigen Altersrenten und bei Renten wegen voller Erwerbsminderung zählten alle Einkünfte aus abhängiger Beschäftigung und aus selbständiger Tätigkeit (auch aus Photovoltaikanlagen) sowie „vergleichbare Einkommen“ wie Vorruhestandsgeld, Bezüge aus öffentlich-rechtlichen Amtsverhältnissen als Minister und Diäten von Landtagsabgeordneten zum Hinzuverdienst. Mit dem Jahressteuergesetz 2022 werden übliche PV-Anlagen bis 30Kwp bzw. 100Kwp (beim Betrieb von mehreren PV-Anlagen) ab dem Besteuerungsjahr 2022 völlig von der Einkommensteuer befreit. Für diese Anlagen wird keine Gewinnermittlung mehr durchgeführt und somit kein Hinzuverdienst angerechnet. Bei Landwirten, die Einkünfte aus Land- und Forstwirtschaft nach § 13a EStG versteuern, gelten im Gegensatz zu sonstigen Selbständigen nicht Daten des Einkommensteuerbescheides. Hier ist das durch die SVLG errechnete Einkommen maßgeblich.
Bei Renten wegen voller Erwerbsminderung sind Verletztengeld und Übergangsgeld der gesetzlichen Unfallversicherung anzurechnende Sozialleistungen.
Bei den Renten wegen teilweiser Erwerbsminderung kommen als Hinzuverdienst auch Lohnersatzleistungen, zu denen unter anderem Krankengeld, Versorgungskrankengeld, Übergangsgeld, Verletztengeld und Arbeitslosengeld zählen, zur Anrechnung, da diese dem Arbeitseinkommen und Arbeitsentgelt gleichgestellt sind. Hier ist jedoch zu beachten, dass nicht der Zahlbetrag der Leistung, sondern das der Berechnung zugrunde liegende höhere Bemessungsentgelt zur Anrechnung herangezogen wird.

### Arbeitsentgelt
Erzielen Versicherte neben der Altersrente vor Erreichen der Regelaltersgrenze Arbeitsentgelt aus einem Arbeitsverhältnis nach ihrem Rentenbeginn, ist das ein Hinzuverdienst.

### Arbeitseinkommen
Erzielen Versicherte neben einer Altersrente vor Erreichen der Regelaltersgrenze Arbeitseinkommen aus einer nach Rentenbeginn noch bestehenden selbständigen Tätigkeit, ist das ein Hinzuverdienst. Da nach § 15 Abs. 1 SGB IV zur Ermittlung des steuerrechtlichen Gewinns auf die Gewinnermittlungsvorschriften des Einkommensteuerrechts (§§ 4 bis 7k und 13a Einkommensteuergesetz EStG) abzustellen ist, gehören zum Arbeitseinkommen aus selbständiger Tätigkeit die Einkünfte nach § 2 Abs. 1 Satz 1 Nr. 1 bis 3, Abs. 2 Nr. 1 EStG, also Einkünfte aus
- Land- und Forstwirtschaft (§§ 13, 13a, 14 und 14a EStG)
- Gewerbebetrieb (§§ 15 bis 17 EStG) und
- selbständiger Arbeit (§ 18 EStG).

Die positive Summe dieser Einkünfte stellt Arbeitseinkommen dar und ist grundsätzlich als Hinzuverdienst zu berücksichtigen.

### Vergleichbares Einkommen
Als Hinzuverdienst gilt seit 2003 auch ein während des Rentenbezuges erzieltes vergleichbares Einkommen wie
- Entschädigungen (Diäten) für Abgeordnete des Deutschen Bundestages, der Länderparlamente oder des Europaparlaments
- Bezüge aus einem öffentlich-rechtlichen Amtsverhältnis (zum Beispiel für Minister, Senatoren und Parlamentarische Staatssekretäre)
- Vorruhestandsgeld im Sinne des § 3 Satz 1 Nr. 4 SGB VI
- Einkünfte von Gesellschafter-Geschäftsführern einer GmbH, die sozialversicherungsrechtlich als selbständig Tätige gelten und steuerrechtlich Einkünfte aus nichtselbständiger Arbeit beziehen

Versorgungsbezüge dieser Personen sind kein Hinzuverdienst.

### Nicht zu berücksichtigendes Einkommen
Nicht als Hinzuverdienst für alle Renten vor Erreichen der Regelaltersgrenze gelten
- Einkünfte einer Pflegeperson eines Pflegebedürftigen, wenn sie das aufgrund des Pflegegrades zustehende Pflegegeld nicht überschreiten, und
- Einkünfte eines behinderten Menschen, der Entgelt aufgrund einer Beschäftigung in einer Werkstatt für behinderte Menschen erzielt,
- Einkünfte aus Vermietung und Verpachtung und
- Vermögenseinkommen.

## Besonderheiten
Werden alle (individuellen) Hinzuverdienstgrenzen überschritten, ruht die Renten wegen verminderter Erwerbsfähigkeit. Der Stammanspruch bleibt bestehen. Werden die Hinzuverdienstgrenzen später wieder eingehalten, wird die Rentenzahlung auf Antrag des Versicherten wieder aufgenommen. Stellt der Rentenversicherungsträger aufgrund des Umfangs der ausgeübten Beschäftigung oder selbständigen Tätigkeit fest, dass keine Erwerbsminderung mehr vorliegt, kann der Rentenanspruch auch entzogen werden.